# Jezdecké sporty
Mezi devět jezdeckých sportů oficiálně patřících pod Mezinárodní federaci pro jezdecké sporty patří:
- voltiž
- soutěž všestranné způsobilosti
- parkurové skákání
- drezura koní
- reining
- endurance
- horseball
- (koňské) pólo

## Ostatní jezdecké sporty
- dostih